# 舞坪里
舞坪里（ムピョンリ，朝鮮語: 무평리は、朝鮮民主主義人民共和国慈江道前川郡にある里。

## 概要

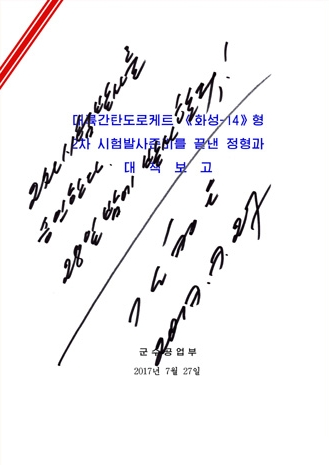
火星14の発射命令書（7月27日付）

2017年（平成29年）7月28日の弾道ロケット発射が行われたのが、この慈江道舞坪里である。この日の23時41分頃、北朝鮮は舞坪里から火星14の2度目の発射実験を行い、弾頭が日本海の日本の排他的経済水域内に落下した。翌29日、北朝鮮国営メディアが、前日に発射された火星14がロフテッド軌道で高度3724.9km、水平距離998kmを47分12秒間飛行したこと、金正恩が発射に立ち会ったこと、射程を伸ばすために増やしたロケットエンジンの特性と改善された誘導・安定化システムの正確性や信頼性が実証されたことを発表した。
弾頭の軌道が最初の発射に比べて高度で923km、水平距離で65km延伸し、飛行時間が8分延長していることから、通常軌道で発射された場合の射程は9,000kmから10,000kmで、アメリカ第二の都市ロサンゼルスや第三の都市シカゴ、中西部のデンバーなどを射程に収めたと考えられている。
実験の成功については、朝鮮総連（在日本朝鮮人総聯合会、議長:許宗萬）からの祝賀を受けた。朝鮮総連は金正恩に宛てて「われわれの胸には今、われわれの運命であり未来である金正恩委員長への熱い感謝の情が限りなく込み上げている」「総連と在日同胞はわが国の尊厳と生存権を抹殺しようと襲いかかる米国とその追随勢力が白旗を掲げて降伏書を捧げる時まで息づく間もない強打を加えながら必ず最後の勝利を収めるために疾走する無敵の白頭山強国の海外公民としてのこの上ない光栄を抱いて祖国と息づかいも歩幅も共にする」と記した手紙を送った。